# Canthon modestus
Canthon modestus là một loài bọ cánh cứng trong họ Bọ hung (Scarabaeidae).